# 演技者。
『演技者。』（えんぎもの）は、2002年4月9日から2004年3月17日までフジテレビにて毎週月曜日（火曜日未明）に放送されていたテレビドラマ。全17作品を放送後、後継番組「劇団演技者。」へと改変された。ちなみに前番組の「少年タイヤ」ドラマセレクションの4作品とあわせて全作品がDVD化されている。

## 番組概要
ジャニーズ事務所に所属するメンバーが、一般に舞台などで活躍している劇団とタッグを組み制作される番組。
それぞれの話は主として4話構成で、第4話の放送翌週に総集編を兼ねた撮影の裏側を特別編として放送している。
もともとは、前番組である『少年タイヤ』の後期にて、人気の舞台演目を少年隊中心にキャスティングして「少年タイヤ『ドラマセレクション』」として披露していたもの。
その後、少年隊メンバー個々のスケジュールの都合でブッキングが難しくなったため、当初はジャニーズ事務所所属のメンバーに代理を頼んで凌ぐつもりだったが、結局少年隊メンバー全員が出演しない事態となったため、完全に路線変更したとされる。「舞台とテレビのコラボレーション」と称し、オープニングでは岡本健一が支配人としてナビゲートを行っていた。

## 主な作品

### 第1弾：黒いハンカチーフ
2002年4月9日 - 5月14日：全5話
※通常より1話分多いのでこの作品のみ特別篇が放送されなかった。後のDVD化の際にはメイキングが収録されている。

#### キャスト
日根（ヒルネ先生） ： 城島茂（TOKIO）
医師。伝説の詐欺師フジケンの息子
神谷 ： 山口達也（当時TOKIO）
詐欺師
佐登子 ： 一色紗英
喫茶「ノアール」のママ
銭田 ： 渡辺哲
本富士署の警部補
宮下 ： 三宅弘城
ポン引き
夢子 ： 峯村リエ
娼婦
曜子 ： 勝平ともこ（劇団M.O.P）
娼婦
京子 ： 林英世（劇団M.O.P.）
娼婦
ハーモニカを吹く男 ： 神戸浩
傷痍軍人
海老沢修二 ： 二瓶鮫一
衆議院議員
海老沢喜一郎 ： 鳥肌実
海老沢修二の息子
牛島 ： 内田紳一郎
関東菊壱組組長・全国性病予防自治会連合副理事長
キヨシ ： スティーヴ・エトウ
牛島の片腕
鬼塚 ： 木下政治（劇団M.O.P.）
本富士署の巡査
村木 ： 奥田達士（劇団M.O.P.）
牛島の手下
ボーイ ： 友久航（劇団M.O.P.）
帝国ホテルのボーイ

#### スタッフ
- 原作：マキノノゾミ
- 脚本：羽原大介
- 演出：大根仁

### 第2弾：TEXAS
2002年5月21日 - 6月18日：全4話

#### キャスト
遠藤マサル ： 三宅健 （V6）
四ツ星 ： 岡田准一（V6）
マサルに金を貸したヤクザ。
伶菜 ： 山田麻衣子
マサルの東京での彼女。
遠藤聖子 ： 芳本美代子
マサルの姉。
沼田 ： 森下能幸
元いじめられっ子。聖子と同棲中。
川島 ： 大川浩樹
満彦 ： 伊達暁 （阿佐ヶ谷スパイダース）
千鶴子 ： 新井友香（ハイレグジーザス）
矢野 ： 富岡晃一郎
マサルの友人
長内 ： 森本訓央（ハイレグジーザス）
マサルの友人
西洋人： エレナ・アルツニャン
桂 ： 我修院達也
四ツ星の上司のヤクザ

#### スタッフ
- 原作：長塚圭史
- 脚本：羽原大介
- 演出：大根仁

### 第3弾：錦鯉
2002年6月25日 - 8月6日：全4話

#### キャスト
水野孝行 ： 長野博（V6）
赤星組組長。元サラリーマン。
吉田 晋 ： 坂本昌行（V6）
水野の友人。
水野裕子 ： 中山エミリ
水野の妻
坂口九州男 ： 大河内浩
赤星健治 ： 尾方宣久 （劇団MONO）
前組長の実子。
安那 ： 佐藤江梨子

金子竜人 ： 水沼健（劇団MONO）

廣田道夫 ： 金替康博（劇団MONO）

パオさん ： 本間しげる
中華料理屋の出前
刑務所の老ヤクザ ： ミッキー・カーチス

小田島一 ： きたろう

#### スタッフ
- 脚本：本間しげる
- 原作：土田英生
- 演出：大根仁

### 第4弾：アメリカ
2002年8月13日 - 10月1日：全4話

#### キャスト
兄 ： 国分太一（TOKIO）
冷凍餃子の営業員。弟とは10年逢っていない。
弟 ： 風間俊介 （当時ジャニーズJr.）
売れない劇団主催者。
八田 ： 生田斗真（当時ジャニーズJr.）
劇団員。弟の高校時代からの友人。
若い女 ： 前田愛
アリスと名乗る弟の劇団のファン。
森 ： 福田暢秀 （THE SHAMPOO HAT）
劇団員。
隣人 ： 赤堀雅秋（THE SHAMPOO HAT）
弟の部屋の隣にすむ変人。
大家 ： 池谷のぶえ （演劇弁当猫ニャー）
大家
引越屋 ： 大倉孝二
引越屋作業員
派手な女 ： 三浦理恵子
兄の彼女

#### スタッフ
- 原作・脚本：赤堀雅秋
- 演出：大根仁

### 第5弾：REDRUM
2002年10月8日 - 11月5日：全4話

#### キャスト
岩本 ： 岡本健一

ミツキ ： りょう

タイジ ： SUGIZO

リマ ： 角田ともみ

アコ ： 小林麻子

男・警官 ： 大久保了

岩本（少年時代） ： 落合扶樹

岩本の母 ： 中川安奈

#### スタッフ
- 原作：和田憲明
- 脚本：羽原大介&ケン・セカンドフロア
- 演出：二階健

### 第6弾：ミツオ
2002年11月12日 - 12月3日：全4話

#### キャスト
三男 ： 大野智 （嵐）
鹿児島から上京してきた浪人生。
蜜夫 ： 横山裕（関ジャニ∞。当時は関西ジャニーズJr.）
しこたま県人寮管理人・蝶々の腹違いの弟。
蝶々 ： 辺見えみり
しこたま県人寮の美人管理人
F ： 温水洋一
しこたま県人寮の住人。売れっ子漫画家
アイカワ ： 大堀こういち
しこたま県人寮の住人。俳優
板長 ： 松重豊
しこたま県人寮の住人
セミオ ： 森下能幸
しこたま県人寮の住人
コブラ ： 野中孝光
しこたま県人寮の住人。ラッパー
コブラの父 ： 原金太郎
しこたま県人寮の住人
コブラの母 ： 峯村リエ
しこたま県人寮の住人
坂上しどろ ： タケト（Bコース）
しこたま県人寮の住人
坂上もどろ ： 羽生（Bコース）
しこたま県人寮の住人
スキンシップ先生 ： 佐伯新
しこたま県人寮の住人
キャスター ： みのすけ
しこたまテレビのキャスター
アシスタントアビモト（A） ： 五月女ケイ子
しこたまテレビのアシスタント
ハママイクロ ： 細川徹
しこたまテレビの出演者
蝶々の父 ： 深沢敦

住人 ： 佐藤竜之慎

リキヤ ： 力也

#### スタッフ
- 脚本：細川徹
- 演出：大根仁

### 第7弾：寿司と祭壇
2003年1月7日 - 2月4日：全4話

#### キャスト
筒井大輔 ： 岡田准一（V6）
3人姉弟の末弟。21歳。
筒井由香 ： 小島聖
3人姉弟の次女。24歳
松田 ： 高杉亘
事故死した美雪の元彼氏。31歳。
筒井直子 ： 水野あや
母。52歳。
岩崎 ： 古山憲太郎（モダンスイマーズ）
大輔の友人。21歳
矢作 ： 恩田隆一  （ONEOR8）
大輔の友人。21歳
小野田 ： 野本光一郎（ONEOR8）
葬儀屋。33歳。
野島 ： 前原一輝
葬儀屋。27歳
筒井美雪 ： 西田尚美
事故死した3人姉弟の長女。31歳
筒井圭一 ： 渡辺哲
父。54歳

#### スタッフ
- 脚本：田村孝裕 （ONEOR8）
- 演出：カジワラノリコ

### 第8弾：14歳の国
2003年2月11日 - 3月4日：全4話

#### キャスト
（※教師の番号は元々の戯曲の脚本によるものと思われる。ドラマの劇中ではそう呼ばれることはなかった）
アキツ ： 三宅健（V6）
教師3。新任教師。
サイトウ ： 原金太郎
教師1。学年主任。1年中ジャージで過ごす。
サタケ ： 濱口優（よゐこ）
教師2。やや気弱。
モリシマ ： 光石研
教師4。わりと冷笑的。
サカイ ： モロ師岡
教師5。ややトボケ気味の変人。
ハラダ ： 原田知世(本人役？)
保健医。廊下で落し物を探している。

#### スタッフ
- 原作：宮沢章夫 （遊園地再生事業団）
- 脚本：山名宏和
- 演出：大根 仁
- 音楽：シンコ （スチャダラパー）

### 第9弾：狂い咲きヴァージンロード
2003年4月8日 - 5月7日：全4話

#### キャスト
ハジメ ： 山下智久（NEWS。当時はジャニーズJr.）
19歳。童貞。
コヨミ ： 蒼井優
19歳。処女。
リーダー ： 川合千春
27歳。処女。
サム・ライ美 ： 信川清順
30歳。処女。
メタ理香 ： 村岡希美（ナイロン100℃）
25歳。処女。
中山田みほ子 ： 緒沢凛
ハジメの想い人。24歳。
布袋やすとも ： 宇梶剛士
52歳
ボブ先輩 ： 今奈良孝行
28歳
もっさいバイト君 ： 河原雅彦
年齢不詳。
マチルダ ： 杉田かおる
ラブホテル従業員。年齢不詳。

#### スタッフ
- 作 ： 河原雅彦
- 演出 ： ワダケンジ

### 第10弾：いい感じに電気が消える家
2003年5月13日 - 6月10日：全4話

#### キャスト
シンイチ ： 国分太一（TOKIO）
夏男の息子。カメラ好き。
サエ ： 坂井真紀
シンイチの妻
秋彦おじさん ： 岩松了
シンイチの亡父・夏男の弟
冬彦おじさん ： 山崎一
夏男の弟
安江おばさん ： 高田聖子
冬彦の妻
春子おばさん ： ふせえり
夏男の妹
味郎おじさん ： 緋田康人
夏男の腹違いの弟
トンボちゃん ： 村松利史
夏男兄弟の友人

#### スタッフ
- 作・演出：三木聡

### 第11弾：狂うがまま
2003年6月17日 - 7月15日：全4話

#### キャスト
一八（かずや） ： 相葉雅紀（嵐）
ギャンブラー
博（ひろし） ： 村上信五（関ジャニ∞。当時は関西ジャニーズ Jr.）
一八の弟分。
鳥羽 ： 黒沢あすか
女バーテン
堀田 ： 中谷竜 （ラブリーヨーヨー）

月島 ： 鶴見辰吾

#### スタッフ
- 原作・脚本：久米伸明（ラブリーヨーヨー）
- 演出：鬼頭理三

### 第12弾：マシーン日記
2003年7月22日 - 8月19日：全4話

#### キャスト
ミチオ ： 森田剛 （V6）

ケイコ ： 松田美由紀
工場の従業員
サチコ ： 山口紗弥加
アキトシの妻。ミチオの元恋人。
アキトシ ： 塚本晋也
ミチオの兄。工場を経営。

#### スタッフ
- 原作：松尾スズキ （大人計画）
- 演出：大根仁

### 第13弾：やすらぎの家
2003年8月26日 - 10月7日：全4話

#### キャスト
葛西 ： 山口達也（当時TOKIO）
潜入操作中の麻薬取り締まり課の刑事。やや抜けていてツメが甘い。
小島 ： 戸田恵子
葛西の上司。
船木 ： 大倉孝二
「やすらぎの家」住人
小倉 ： ほんこん
「やすらぎの家」管理人
古宇津 ： きたろう
「やすらぎの家」住人

#### スタッフ
- 原作：後藤ひろひと （Piper）
- 演出：大根仁

### 第14弾：蠅取り紙
2003年10月14日 - 11月11日：全4話

#### キャスト
山田陽平 ： 櫻井翔（嵐）
末っ子・次男
麻倉こずえ ： 市川実和子
三女
麻倉文雄 ： 甲本雅裕
こずえの夫。陽平の先輩
山田千枝子 ： 西尾まり
次女
山田幹子 ： 池津祥子
長女
山田茂一 ： マギー
長男だが他家に養子に行っている。
山田水江 ： 山口美也子
母

#### スタッフ
- 原作：飯島早苗・鈴木裕美  （自転車キンクリート）
- 脚本：羽原大介
- 演出：堀江慶

### 第15弾：TRASHMASTAURANT
2003年11月18日 - 12月16日：全4話

#### キャスト
米倉：愛称ヨネ ： 坂本昌行（V6）
レストランでの仕切り屋。※アメリカ合衆国の隠喩
日ノ元：愛称ヒノッチ ： 長谷川純（当時ジャニーズJr.）
ヨネの腰ぎんちゃく。※日本の隠喩
油井：愛称ラクミ ： 田畑智子
※イラクの隠喩
木村：愛称キム ： 松本莉緒
※韓国の隠喩
北方：愛称ツユコ ： 本谷有希子 （劇団、本谷有希子）
※ロシアの隠喩
英野：愛称ヒデ ： カゴシマジロー （TRASHMASTERS）
※イギリスの隠喩
中村：愛称チュン ： ひわだこういち（TRASHMASTERS）
※中国の隠喩
板酒 ： 中津留章仁（TRASHMASTERS）
※イタリアの隠喩
阿南（アナン）店長 ： 龍坐（TRASHMASTERS）
※国連の隠喩
平城：愛称ハカセ ： 村上大樹 （拙者ムニエル）
※北朝鮮の隠喩
仏田：愛称ホト ： 村井克行
※フランスの隠喩
麦蔵：愛称ドク ： 野村祐人
※ドイツの隠喩

#### スタッフ
- 原作・脚本：中津留章仁（TRASHMASTERS）
- 演出：大根仁

### 第16弾：I（アイ）の世界
2004年1月6日 - 2月3日：全4話

#### キャスト
井上 ： 井ノ原快彦（V6）

ミミコ ： 京野ことみ

ユリエ ： 赤坂七恵

兵士 ： 荒川良々

陸士 ： 中込佐知子

医師 ： 中村まこと（猫のホテル）

ナース ： 町田マリー（毛皮族）

川口 ： 山岸拓生（拙者ムニエル）

男 ： 大堀こういち

マネージャー ： 尾藤イサオ

#### スタッフ
- 作・演出：山内健司

### 第17弾：グリフトの手口
2004年2月10日 - 3月10日：全4話

#### キャスト
寺町 ： 長野博（V6）
北堀江銀行・曲沢支店・支店長代理
玉造 ： 近藤芳正
北堀江銀行・曲沢支店・課長
長崎 ： 国分佐智子
女子行員。寺町の愛人
目黒 ： 光浦靖子
女子行員。頭脳明晰で性格はクール
山北 ： 吉田朝
北堀江銀行本部から来た男、だが実は…
二八の健 ： 康ヨシノリ
経済に強いヤクザ
松本 ： 山中崇
新入行員
寺町かりん ： 佐々木あい
寺町の幼い娘
三村 ： 鈴木砂羽
曲者の女社長
京極 ： 斉木しげる

#### スタッフ
- 原作・脚本：G2
- 演出：多胡由章

## 主なスタッフ
- 総合演出 ： 大根仁（オフィスクレッシェンド）
- プロデューサー ： 矢吹東（フジテレビ）、松戸信樹（オフィスクレッシェンド）
- 制作協力 ： オフィスクレッシェンド